# エリザベス・プンサラン
エリザベス・プンサラン（Elizabeth Punsalan、1971年1月9日 - ）は、アメリカ合衆国シラキュース出身の女性フィギュアスケートアイスダンス選手で現在はコーチ。1994年リレハンメルオリンピック、1998年長野オリンピックアイスダンスアメリカ代表。パートナーは夫でもあるジェロード・スワロー。なお、コーチではエリザベス・スワローとして活動している。

## 経歴
- アメリカのニューヨーク州シラキュースに生まれた。ジュニア時代にはデヴィッド・シャークとカップルを結成し、1986-1987年シーズンの世界ジュニア選手権で9位となった。のちにジェロード・スワローとカップルを結成。
- 1991年全米選手権で優勝、初出場となった世界選手権では11位に終わる。1994年に2度目の全米選手権優勝を果たし、リレハンメルオリンピックに出場。15位。
- 1996年から1998年まで全米選手権で3連覇を達成するが、長野オリンピックでは7位、世界選手権は6位。同年に引退。
- 引退後はプロスケーターとして活動したのち、現在はデトロイトスケートクラブにおいてアリッサ・シズニーらのコーチとして活動を続けている。

## 主な戦績
| 大会/年      | 1990-91 | 1991-92 | 1992-93 | 1993-94 | 1994-95 | 1995-96 | 1996-97 | 1997-98 |
| ------------ | ------- | ------- | ------- | ------- | ------- | ------- | ------- | ------- |
| オリンピック |         |         |         | 15      |         |         |         | 7       |
| 世界選手権   | 11      |         |         | 12      |         | 7       | 6       | 6       |
| 全米選手権   | 1       | 3       | 3       | 1       | 2       | 1       | 1       | 1       |
| CSファイナル |         |         |         |         |         |         |         | 6       |
| NHK杯        | 6       |         | 5       |         |         |         |         | 6       |